# NGC 182
NGC 182 là một thiên hà xoắn ốc với cấu trúc vòng, nằm trong chòm sao Song Ngư. Nó được phát hiện vào ngày 25 tháng 12 năm 1790 bởi William Herschel.